# 舟辐硅藻科
舟辐硅藻科（学名：Rutilariaceae）为波纹藻目的一个科。

## 下级分类
本科包括以下属：
- 井字藻属 Eunotogramma
- 舟辐硅藻属 Rutilaria R.K.Greville, 1863